# Thomas Little
Thomas Kane Little (* 27. August 1886 in Ogden, Utah; † 5. März 1985 in Santa Monica, Kalifornien) war ein US-amerikanischer Szenenbildner beim Film.

## Leben
Thomas Little sammelte erste Erfahrungen als Szenenbildner beim Theater, ehe er ab 1932 beim Film regelmäßig Arbeit fand. 1935 erhielt er einen Vertrag bei 20th Century Fox, wo er fortan als einer der meistbeschäftigten Ausstatter für namhafte Regisseure wie John Ford, Henry King, Fritz Lang, Ernst Lubitsch, Alfred Hitchcock oder auch Howard Hawks tätig war. Besonders häufig arbeitete er dabei mit seinen Kollegen Richard Day, Joseph C. Wright und Lyle R. Wheeler zusammen.
Little wurde insgesamt 21 Mal für den Oscar in der Kategorie Bestes Szenenbild nominiert. Sechsmal konnte er die Trophäe gewinnen, unter anderem für John Fords Sozialstudie Schlagende Wetter (1941) und für das Filmmusical Die Königin vom Broadway (1942). Bis 1953 war er an mehr als 490 Filmproduktionen beteiligt. Daraufhin zog er sich aus dem Filmgeschäft zurück. Thomas Little starb 1985 im Alter von 98 Jahren in Santa Monica. Sein Grab befindet sich im Forest Lawn Memorial Park in Glendale, Kalifornien.

## Filmografie (Auswahl)
- 1932: Graf Zaroff – Genie des Bösen (The Most Dangerous Game) – Regie: Ernest B. Schoedsack, Irving Pichel
- 1933: King Kong und die weiße Frau (King Kong) – Regie: Merian C. Cooper, Ernest B. Schoedsack
- 1933: King Kongs Sohn (The Son of Kong) – Regie: Ernest B. Schoedsack
- 1933: Christopher Strong – Regie: Dorothy Arzner
- 1934: Scheidung auf amerikanisch (The Gay Divorcee) – Regie: Mark Sandrich
- 1934: Das Leben geht weiter (The World Moves On) – Regie: John Ford
- 1935: Roberta – Regie: William A. Seiter
- 1935: Ich tanz’ mich in dein Herz hinein (Top Hat) – Regie: Mark Sandrich
- 1936: Der Gefangene der Haifischinsel (The Prisoner of Shark Island) – Regie: John Ford
- 1936: Die Botschaft an Garcia (A Message to Garcia) – Regie: George Marshall
- 1936: Der springende Punkt (Pigskin Parade) – Regie: David Butler
- 1936: Signale nach London (Lloyd’s of London) – Regie: Henry King
- 1936: Mississippi-Melodie (Banjo on My Knee) – Regie: John Cromwell
- 1936: One in a Million – Regie: Sidney Lanfield
- 1937: Im siebenten Himmel (Seventh Heaven) – Regie: Henry King
- 1937: Hoheit flirtet (Thin Ice) – Regie: Sidney Lanfield
- 1937: Rekrut Willie Winkie (Wee Willie Winkie) – Regie: John Ford
- 1937: Ali Baba geht in die Stadt (Ali Baba Goes to Town) – Regie: David Butler
- 1938: Chicago (In Old Chicago) – Regie: Henry King
- 1938: Vier Mann – ein Schwur (Four Men and a Prayer) – Regie: John Ford
- 1938: Alexander’s Ragtime Band – Regie: Henry King
- 1938: Entführt (Kidnapped) – Regie: Otto Preminger
- 1938: Suez – Regie: Allan Dwan
- 1938: Die goldene Peitsche (Kentucky) – Regie: David Butler
- 1938: Charlie Chan in Honolulu – Regie: H. Bruce Humberstone
- 1939: Jesse James, Mann ohne Gesetz (Jesse James) – Regie: Henry King
- 1939: Die kleine Prinzessin (The Little Princess) – Regie: Walter Lang
- 1939: Der Hund von Baskerville (The Hound of the Baskervilles) – Regie: Sidney Lanfield
- 1939: Liebe und Leben des Telefonbauers A. Bell (The Story of Alexander Graham Bell) – Regie: Irving Cummings
- 1939: Damals in Hollywood (Hollywood Calvacade) – Regie: Irving Cummings
- 1939: Der junge Mr. Lincoln (Young Mr. Lincoln) – Regie: John Ford
- 1939: Charlie Chan in Reno – Regie: Norman Foster
- 1939: Second Fiddle – Regie: Sidney Lanfield
- 1939: Charlie Chan auf der Schatzinsel (Charlie Chan at Treasure Island) – Regie: Norman Foster
- 1939: Die Abenteuer des Sherlock Holmes (The Adventures of Sherlock Holmes) – Regie: Alfred L. Werker
- 1939: Nacht über Indien (The Rains Came) – Regie: Clarence Brown
- 1939: Trommeln am Mohawk (Drums Along the Mohawk) – Regie: John Ford
- 1939: Swanee River – Regie: Sidney Lanfield
- 1940: Früchte des Zorns (The Grapes of Wrath) – Regie: John Ford
- 1940: Johnny Apollo – Regie: Henry Hathaway
- 1940: Rache für Jesse James (The Return of Frank James) – Regie: Fritz Lang
- 1940: Treck nach Utah (Brigham Young) – Regie: Henry Hathaway
- 1940: Galopp ins Glück (Down Argentine Way) – Regie: Irving Cummings
- 1940: Im Zeichen des Zorro (The Mark of Zorro) – Regie: Rouben Mamoulian
- 1940: Tin Pan Alley – Regie: Walter Lang
- 1941: Tall, Dark and Handsome – Regie: H. Bruce Humberstone
- 1941: Überfall der Ogalalla (Western Union) – Regie: Fritz Lang
- 1941: Tabakstraße (Tobacco Road) – Regie: John Ford
- 1941: König der Toreros (Blood and Sand) – Regie: Rouben Mamoulian
- 1941: Menschenjagd (Man Hunt) – Regie: Fritz Lang
- 1941: Adoptiertes Glück (Sun Valley Serenade) – Regie: H. Bruce Humberstone
- 1941: A Yank in the R.A.F. – Regie: Henry King
- 1941: Schrecken der Kompanie (Great Guns) – Regie: Monty Banks
- 1941: Schlagende Wetter (How Green Was My Valley) – Regie: John Ford
- 1941: I Wake Up Screaming – Regie: H. Bruce Humberstone
- 1942: Abenteuer in der Südsee (Son of Fury: The Story of Benjamin Blake) – Regie: John Cromwell
- 1942: Roxie Hart – Regie: William A. Wellman
- 1942: Nacht im Hafen (Moontide) – Regie: Archie Mayo
- 1942: Die Königin vom Broadway (My Gal Sal) – Regie: Irving Cummings
- 1942: This Above All – Regie: Anatole Litvak
- 1942: Sechs Schicksale (Tales of Manhattan) – Regie: Julien Duvivier
- 1942: Die Geheimagenten (A-Haunting We Will Go) – Regie: Alfred L. Werker
- 1942: Orchestra Wives – Regie: Archie Mayo
- 1942: Ritt zum Ox-Bow (The Ox-Bow Incident) – Regie: William A. Wellman
- 1942: Der Seeräuber (The Black Swan) – Regie: Henry King
- 1943: Hello, Frisco, Hello – Regie: H. Bruce Humberstone
- 1943: Die Wunderpille (Jitterbugs) – Regie: Malcolm St. Clair
- 1943: Coney Island – Regie: Walter Lang
- 1943: Ein himmlischer Sünder (Heaven Can Wait) – Regie: Ernst Lubitsch
- 1943: Guadalkanal – die Hölle im Pazifik (Guadalcanal Diary) – Regie: Lewis Seiler
- 1943: Die Tanzmeister (The Dancing Masters) – Regie: Malcolm St. Clair
- 1943: Das Lied von Bernadette (The Song of Bernadette) – Regie: Henry King
- 1943: The Gang’s All Here – Regie: Busby Berkeley
- 1943: Die Waise von Lowood (Jane Eyre) – Regie: Robert Stevenson
- 1944: Scotland Yard greift ein (The Lodger) – Regie: John Brahm
- 1944: Das Rettungsboot (Lifeboat) – Regie: Alfred Hitchcock
- 1944: Fünf Helden (The Sullivans) – Regie: Lloyd Bacon
- 1944: Zu Hause in Indiana (Home in Indiana) – Regie: Henry Hathaway
- 1944: Mission im Pazifik (Wing and a Prayer) – Regie: Henry Hathaway
- 1944: Wilson – Regie: Henry King
- 1944: Sweet and Low-Down – Regie: Archie Mayo
- 1944: Der große Knall (The Big Noise) – Regie: Malcolm St. Clair
- 1944: Laura – Regie: Otto Preminger
- 1944: Irish Eyes Are Smiling – Regie: Gregory Ratoff
- 1944: Schlüssel zum Himmelreich (The Keys of the Kingdom) – Regie: John M. Stahl
- 1944: Buffalo Bill, der weiße Indianer (Buffalo Bill) – Regie: William A. Wellman
- 1945: Ein Baum wächst in Brooklyn (A Tree Grows in Brooklyn) – Regie: Elia Kazan
- 1945: Skandal bei Hofe (A Royal Scandal) – Regie: Otto Preminger
- 1945: Die Stierkämpfer (The Bullfighters) – Regie: Malcolm St. Clair
- 1945: Die tollkühnen Abenteuer des Captain Eddie (Captain Eddie) – Regie: Lloyd Bacon
- 1945: Jahrmarkt der Liebe (State Fair) – Regie: Walter Lang
- 1945: Das Haus in der 92. Straße (The House on 92nd Street) – Regie: Henry Hathaway
- 1945: Mord in der Hochzeitsnacht (Fallen Angel) – Regie: Otto Preminger
- 1945: Todsünde (Leave Her to Heaven) – Regie: John M. Stahl
- 1945: Thunderhead – der vierbeinige Teufel (Thunderhead, Son of Flicka) – Regie: Louis King
- 1946: Smoky, König der Prärie (Smoky) – Regie: Louis King
- 1946: Weißer Oleander (Dragonwyck) – Regie: Joseph L. Mankiewicz
- 1946: Feind im Dunkel (The Dark Corner) – Regie: Henry Hathaway
- 1946: Irgendwo in der Nacht (Somewhere in the Night) – Regie: Joseph L. Mankiewicz
- 1946: Cluny Brown auf Freiersfüßen (Cluny Brown) – Regie: Ernst Lubitsch
- 1946: Anna und der König von Siam (Anna and the King of Siam) – Regie: John Cromwell
- 1946: Centennial Summer – Regie: Otto Preminger
- 1946: Faustrecht der Prärie (My Darling Clementine) – Regie: John Ford
- 1946: Sinfonie in Swing (Do You Love Me) – Regie: Gregory Ratoff
- 1946: Auf Messers Schneide (The Razor’s Edge) – Regie: Edmund Goulding
- 1946: 13 Rue Madeleine
- 1947: Ein Gespenst auf Freiersfüßen (The Ghost and Mrs. Muir) – Regie: Joseph L. Mankiewicz
- 1947: Das Wunder von Manhattan (Miracle on 34th Street) – Regie: George Seaton
- 1947: Der Todeskuß (Kiss of Death) – Regie: Henry Hathaway
- 1947: Es begann in Schneiders Opernhaus (Mother Wore Tights) – Regie: Walter Lang
- 1947: Eine Welt zu Füßen (The Foxes of Harrow) – Regie: John M. Stahl
- 1947: Der Scharlatan (Nightmare Alley) – Regie: Edmund Goulding
- 1947: Amber, die große Kurtisane (Forever Amber) – Regie: Otto Preminger
- 1947: Tabu der Gerechten (Gentleman’s Agreement) – Regie: Elia Kazan
- 1947: Daisy Kenyon – Regie: Otto Preminger
- 1947: Der Hauptmann von Kastilien (Captain from Castile) – Regie: Henry King
- 1947: Endspurt (The Homestretch) – Regie: H. Bruce Humberstone
- 1947: Karneval in Costa Rica (Carnival in Costa Rica) – Regie: Gregory Ratoff
- 1948: Kennwort 777 (Call Northside 777) – Regie: Henry Hathaway
- 1948: Scudda Hoo! Scudda Hay! – Regie: F. Hugh Herbert
- 1948: Belvedere, das verkannte Genie (Sitting Pretty) – Regie: Walter Lang
- 1948: Green Grass of Wyoming – Regie: Louis King
- 1948: Deep Waters – Regie: Henry King
- 1948: When My Baby Smiles at Me – Regie: Walter Lang
- 1948: Die Frau im Hermelin (That Lady in Ermine) – Regie: Ernst Lubitsch
- 1948: Schrei der Großstadt (Cry of the City) – Regie: Robert Siodmak
- 1948: Die Schlangengrube (The Snake Pit) – Regie: Anatole Litvak
- 1948: Herrin der toten Stadt (Yellow Sky) – Regie: William A. Wellman
- 1948: Straße ohne Namen (The Street with No Name) – Regie: William Keighley
- 1948: Rache ohne Gnade (Fury at Furnace Creek) – Regie: H. Bruce Humberstone
- 1948: Ich heirate dich doch (That Wonderful Urge) – Regie: Robert B. Sinclair
- 1948: Eine Dachkammer für zwei (Apartment for Peggy) – Regie: George Seaton
- 1949: Ein Brief an drei Frauen (A Letter to Three Wives) – Regie: Joseph L. Mankiewicz
- 1949: Sand – Regie: Louis King
- 1949: In den Klauen des Borgia (Prince of Foxes) – Regie: Henry King
- 1949: Blutsfeindschaft (House of Strangers) – Regie: Joseph L. Mankiewicz
- 1949: …und der Himmel lacht dazu (Come to the Stable) – Regie: Henry Koster
- 1949: Ich war eine männliche Kriegsbraut (I Was a Male War Bride) – Regie: Howard Hawks
- 1949: It Happens Every Spring – Regie: Lloyd Bacon
- 1949: Gefahr in Frisco (Thieves’ Highway) – Regie: Jules Dassin
- 1949: Der Kommandeur (Twelve O’Clock High) – Regie: Henry King
- 1949: Dancing in the Dark – Regie: Irving Reis
- 1949: Seemannslos (Down to the Sea in Ships) – Regie: Henry Hathaway
- 1949: Sturmflug (Slattery’s Hurricane) – Regie: André De Toth
- 1949: Wenn meine Frau das wüßte (Everybody Does It) – Regie: Edmund Goulding
- 1949: Mr. Belvedere kann alles besser (Mr. Belvedere Goes to College) – Regie: Elliott Nugent
- 1949: Der Schlagerkönig (Oh, You Beautiful Doll) – Regie: John M. Stahl
- 1949: Lady Windermeres Fächer (The Fan) – Regie: Otto Preminger
- 1950: So ein Pechvogel (When Willie Comes Marching Home) – Regie: John Ford
- 1950: Drei kehrten heim (Three Came Home) – Regie: Jean Negulesco
- 1950: Varieté-Prinzessin (Wabash Avenue) – Regie: Henry Koster
- 1950: Im Dutzend billiger (Cheaper by the Dozen) – Regie: Walter Lang
- 1950: Der Scharfschütze (The Gunfighter) – Regie: Henry King
- 1950: Unter Geheimbefehl (Panic in the Streets) – Regie: Elia Kazan
- 1950: Faustrecht der Großstadt (Where the Sidewalk Ends) – Regie: Otto Preminger
- 1950: Der gebrochene Pfeil (Broken Arrow) – Regie: Delmer Daves
- 1950: Der Haß ist blind (No Way Out) – Regie: Joseph L. Mankiewicz
- 1950: Alles über Eva (All Above Eve) – Regie: Joseph L. Mankiewicz
- 1950: Der Held von Mindanao (American Guerrilla in the Philippines) – Regie: Fritz Lang
- 1950: Okinawa (Halls of Montezuma) – Regie: Lewis Milestone
- 1950: Der geheimnisvolle Ehemann (The Jackpot) – Regie: Walter Lang
- 1950: Vorposten in Wildwest (Two Flags West) – Regie: Robert Wise
- 1950: Stella – Regie: Claude Binyon
- 1951: Vierzehn Stunden (Fourteen Hours) – Regie: Henry Hathaway
- 1951: Insel der zornigen Götter (Bird of Paradise) – Regie: Delmer Daves
- 1951: Zwei in der Falle (Rawhide) – Regie: Henry Hathaway
- 1951: The House on Telegraph Hill – Regie: Robert Wise
- 1951: An der Riviera (On the Rivera) – Regie: Walter Lang
- 1951: Froschmänner (The Frogmen) – Regie: Lloyd Bacon
- 1951: Cornelia tut das nicht (Elopement) – Regie: Henry Koster
- 1951: David und Bathseba (David and Bathsheba) – Regie: Henry King
- 1951: People Will Talk – Regie: Joseph L. Mankiewicz
- 1951: Der Tag, an dem die Erde stillstand (The Day the Earth Stood Still) – Regie: Robert Wise
- 1951: Mr. Belvederes zweite Jugend (Mr. Belvedere Rings the Bell) – Regie: Henry Koster
- 1951: Rommel, der Wüstenfuchs (The Desert Fox: The Story of Rommel) – Regie: Henry Hathaway
- 1951: Die Piratenkönigin (Anne of the Indies) – Regie: Jacques Tourneur
- 1951: Der letzte Angriff (Fixed Bayonets!) – Regie: Samuel Fuller
- 1951: Vergeltung am Teufelssee (The Secret of Convict Lake) – Regie: Michael Gordon
- 1951: The Model and the Marriage Broker – Regie: George Cukor
- 1952: Casanova wider Willen (Dreamboat) – Regie: Claude Binyon
- 1952: Ein Fremder ruft an (Phone Call from a Stranger) – Regie: Jean Negulesco
- 1952: Die Feuerspringer von Montana (Red Skies of Montana) – Regie: Joseph M. Newman
- 1952: Viva Zapata! – Regie: Elia Kazan
- 1952: Der Fall Cicero (Five Fingers) – Regie: Joseph L. Mankiewicz
- 1952: Die Maske runter (Deadline – U.S.A.) – Regie: Richard Brooks
- 1952: Mit einem Lied im Herzen (With a Song in My Heart) – Regie: Walter Lang
- 1952: Im Dutzend heiratsfähig (Belles on Their Toes) – Regie: Henry Levin
- 1952: Kurier nach Triest (Diplomatic Courier) – Regie: Henry Hathaway
- 1952: Wir sind gar nicht verheiratet (We’re Not Married!) – Regie: Edmund Goulding
- 1952: Versuchung auf 809 (Don’t Bother to Knock) – Regie: Roy Ward Baker
- 1952: Fünf Perlen (O. Henry’s Full House) – Regie: Henry King u. a.
- 1952: Liebling, ich werde jünger (Monkey Business) – Regie: Howard Hawks
- 1952: Die Legion der Verdammten (Les Misérables) – Regie: Lewis Milestone
- 1952: Schnee am Kilimandscharo (The Snows of Kilimanjaro) – Regie: Henry King
- 1952: Der rote Reiter (Pony Soldier) – Regie: Joseph M. Newman
- 1952: König der Gauchos (Way of a Gaucho) – Regie: Jacques Tourneur
- 1952: Liebe, Pauken und Trompeten (Stars and Stripes Forever) – Regie: Henry Koster
- 1952: Lockruf der Wildnis (Lure of the Wilderness) – Regie: Jean Negulesco
- 1952: Schwarze Trommeln (Lydia Bailey) – Regie: Jean Negulesco

## Auszeichnungen
Oscar – Bestes Szenenbild
Gewonnen:
- 1942: Schlagende Wetter (zusammen mit Richard Day, Nathan Juran)
- 1943: This Above All (zusammen mit Richard Day, Joseph C. Wright)
- 1943: Die Königin vom Broadway (zusammen mit Richard Day, Joseph C. Wright)
- 1944: Das Lied von Bernadette (zusammen mit James Basevi, William S. Darling)
- 1945: Wilson (zusammen mit Wiard Ihnen)
- 1947: Anna und der König von Siam (zusammen mit Lyle R. Wheeler, William S. Darling, Frank E. Hughes)

Nominiert:
- 1942: König der Toreros (zusammen mit Richard Day, Joseph C. Wright)
- 1944: The Gang’s All Here (zusammen mit James Basevi, Joseph C. Wright)
- 1945: Laura (zusammen mit Lyle R. Wheeler, Leland Fuller)
- 1946: Todsünde (zusammen mit Lyle R. Wheeler, Maurice Ransford)
- 1946: Schlüssel zum Himmelreich (zusammen mit James Basevi, William S. Darling, Frank E. Hughes)
- 1947: Auf Messers Schneide (zusammen mit Richard Day, Nathan Juran, Paul S. Fox)
- 1948: Eine Welt zu Füßen (zusammen mit Lyle R. Wheeler, Maurice Ransford, Paul S. Fox)
- 1950: … und der Himmel lacht dazu (zusammen mit Lyle R. Wheeler, Joseph C. Wright, Paul S. Fox)
- 1951: Alles über Eva (zusammen mit Lyle R. Wheeler, George W. Davis, Walter M. Scott)
- 1952: An der Riviera (zusammen mit Lyle R. Wheeler, Leland Fuller, Joseph C. Wright, Walter M. Scott)
- 1952: David und Bathseba (zusammen mit Lyle R. Wheeler, George W. Davis, Paul S. Fox)
- 1952: The House on Telegraph Hill (zusammen mit Lyle R. Wheeler, John DeCuir, Paul S. Fox)
- 1952: Vierzehn Stunden (zusammen mit Lyle R. Wheeler, Leland Fuller, Fred J. Rode)
- 1953: Viva Zapata! (zusammen mit Lyle R. Wheeler, Leland Fuller, Claude E. Carpenter)
- 1953: Schnee am Kilimandscharo (zusammen mit Lyle R. Wheeler, John DeCuir, Paul S. Fox)